# XAMPP
XAMPP (/ˈksamp/) je v informatice označení pro multiplatformí softwarový balíček vyvinutý firmou Apache Friends. Obsahuje volně dostupný otevřený software (webový server Apache, databáze MariaDB, e-mailový server Mercury MTS a interpret programovacích jazyků PHP a Perl). Označení XAMPP se skládá z pěti písmen, kde každé reprezentuje jednu zmíněnou funkci: multiplatformní v – překladu Cross-Platform (X), Apache (A), MariaDB (M), PHP (P) a Perl (P).

## Charakteristika
XAMPP je jednoduchá odlehčená distribuce Apache, která pro vývojáře velmi jednoduše vytvoří lokální webový server pro vývoj a testování. Instalační balíček obsahuje vše potřebné – webový server (Apache), databázi (MariaDB) a skriptovací jazyk PHP (a Perl). XAMPP je multiplatformní, což znamená, že funguje na Linuxu (LAMPP), na macOS (MAMPP) a Windows (WAMPP). Také je k dispozici vizuální nástroj pro správu databází phpMyAdmin.
Nástroj phpMyAdmin jsou v podstatě webové stránky schopné fungovat na straně serveru, ale v XAMPP jsou obvykle všechny využívány lokálně, na osobním počítači, který tak poskytuje funkčnost databázového i webového serveru, a dále také funkci webového klienta (prohlížeče). Jsou naprogramovány v jazycích PHP, SQL, HTML, CSS a JavaScript.
Vzhledem k tomu, že většina implementací webových serverů využívá stejné komponenty jako XAMPP, je přechod z lokálního testovacího serveru na internetový nebo intranetový server velmi snadný.

## Etymologie
Termín XAMPP je zřejmou zkratkou. Na webových stránkách Apache Friends však není uvedeno žádné oficiální vysvětlení akronymu.
Termín může být neoficiálně rozdělen takto:
| Písmeno | Význam                                                                        |
| ------- | ----------------------------------------------------------------------------- |
| X       | XAMPP a jeho ideografické písmeno X, znamená Cross-platform = Multiplatformní |
| A       | Apache nebo jeho rozšířená forma, Apache HTTP Server                          |
| M       | MariaDB (dříve: MySQL)                                                        |
| P       | PHP                                                                           |
| P       | Perl                                                                          |

Dne 19.10.2015 byl databázový server MySQL nahrazený databází MariaDB, což byl XAMPP verze 5.5.30 a 5.6.14, ale zkratka se tím nezměnila.
Zatímco obě písmena P jsou de facto zaměnitelná, konvence použité na webových stránkách Apache Friends naznačuje, že první písmeno P je zkratka pro PHP a druhé písmeno P je zkratkou pro Perl.

## Předpoklady
XAMPP vyžaduje stažení a následné spuštění jednoho ze souborů zip, tar, 7z nebo exe. Při instalaci je vyžadována malá nebo žádná konfigurace obsažených komponent.

## Funkce
XAMPP je pravidelně aktualizován na nejnovější verze aplikací Apache, MariaDB, PHP a Perlu. Dodává se také s řadou dalších modulů včetně OpenSSL, phpMyAdmin, MediaWiki, Joomla, WordPress a další. Samostatné vícenásobné instance protokolu XAMPP mohou existovat v jednom počítači a jakoukoliv instanci lze zkopírovat z jednoho počítače do jiného. XAMPP je nabízen v plné a standardní verzi (menší verze).

## Aplikace
XAMPP aktuálně k instalaci nabízí tyto přídavné moduly či aplikace:
| Modul           | Typ                       |
| --------------- | ------------------------- |
| WordPress       | Blog                      |
| Joomla!         | CMS                       |
| CMS Made Simple | CMS                       |
| Drupal          | CMS                       |
| MediaWiki       | Wiki                      |
| PrestaShop      | e-Commerce                |
| Moodle          | eLearning                 |
| ownCloud        | Media sharing             |
| SugarCRM        | CRM                       |
| Magento         | e-Commerce                |
| Zurmo           | CRM                       |
| TestLink        | Continuous Integration    |
| DokuWiki        | Wiki                      |
| Osclass         | Online Classifieds        |
| phpBB           | Forum                     |
| ProcessWire     | CMS                       |
| SuiteCRM        | CRM                       |
| EspoCRM         | CRM                       |
| AbanteCart      | e-Commerce                |
| MODX            | CMS                       |
| Mahara          | Collaboration             |
| Mautic          | Marketing Automation      |
| MyBB            | Forum                     |
| OrangeHRM       | Human Resource Management |
| OpenCart        | e-Commerce                |

## Použití
Oficiálně designéři XAMPP zamýšleli jej používat pouze jako vývojový nástroj, který umožnil návrhářům a programátorům webu otestovat práci na svých počítačích bez přístupu k internetu. Aby to bylo co nejjednodušší, je ve výchozím nastavení zakázáno mnoho důležitých funkcí zabezpečení. XAMPP má schopnost poskytovat webové stránky na veřejném Internetu. Pro ochranu nejdůležitějších částí balíku je k dispozici speciální nástroj. XAMPP také poskytuje podporu pro vytváření a manipulaci s databázemi v databázích MariaDB a SQLite. Jakmile je nainstalován XAMPP, lze se ke vzdálenému serveru připojit pomocí FTP klienta, například FileZilla, což má mnoho výhod při využívání systémů správy obsahu (CMS), jako je Joomla nebo WordPress. Je také možné se připojit k místnímu počítači přes FTP pomocí editoru HTML.

## Související odkazy
- LAMP - příbuzný software